# Venodes
Venodes là một chi bướm đêm thuộc họ Geometridae.